# Джек Скілле
Джек Скілле (англ. Jack Skille; нар. 19 травня 1987, Медісон) — американський хокеїст, що грав на позиції крайнього нападника. Грав за збірну команду США.

## Ігрова кар'єра
Хокейну кар'єру розпочав 2002 року виступаючи за місцеві юніорські команди.
2005 року був обраний на драфті НХЛ під 7-м загальним номером командою «Чикаго Блекгокс». Не пробившись до основного складу «чорних яструбів» захищав кольори команд АХЛ «Норфолк Едміралс» та «Рокфорд АйсХогс». 30 грудня 2007 року Скілле дебютував у НХЛ в матчі проти «Лос-Анджелес Кінгс». У сезоні 2009–10 виступав за «Блекгокс» у тогорічному плей-оф Кубка Стенлі але його ім’я не було включено до складу переможців.
9 лютого 2011 року, Скілле обміняли разом із ще двома гравцями «чорних яструбів» на гравців «Флорида Пантерс» Міхаела Фролика та Александра Салака.
Під час локауту в сезоні 2012–13 років виступав у Норвегії за місцевий клуб «Русенборг».
6 липня 2013 року «Колумбус Блю-Джекетс» підписав однорічний контракт з гравцем.
1 липня 2014 року Скілле підписав однорічний контракт з клубом «Нью-Йорк Айлендерс» але оскільки раніше в нього була угода з «Блю-Джекетс» він повернувся до них.
16 вересня 2015 року Джек уклав угоду з командою «Колорадо Аваланч».
19 вересня 2016 року, як вільний агент відвідав тренувальний табір «Ванкувер Канакс». 13 жовтня 2016 року Скілл уклав однорічний контракт з «Канакс».
Сезон 2017–18 років, американець провів у складі білоруського клубу КХЛ «Динамо» (Мінськ).
1 жовтня 2018 року Джек уклав однорічну угоду з швейцарським клубом «Женева-Серветт».
Два останніх сезони своєї професійної кар'єри, провів у складі команд «Томас Сабо Айс Тайгерс» та «Зальцбург».
Загалом провів 374 матчі в НХЛ, включаючи 6 ігор плей-оф Кубка Стенлі.
Був гравцем молодіжної збірної США, у складі якої брав участь у 26 іграх. Виступав за дорослу збірну США, на головних турнірах світового хокею провів 2 гри в її складі.

## Статистика

### Клубні виступи
| 2002–03      | «Верона Ареа»            | Вісконсин    | —   | 28 | 25 | 53 | —   | —  | — | — | — | — |
| 2003–04      | США U17                  | США          | 33  | 14 | 10 | 24 | 30  | —  | — | — | — | — |
| 2003–04      | США U18                  | ПАХЛ         | 28  | 11 | 9  | 20 | 31  | —  | — | — | — | — |
| 2004–05      | США U18                  | ПАХЛ         | 16  | 6  | 11 | 17 | 20  | —  | — | — | — | — |
| 2004–05      | США U17                  | США          | 26  | 9  | 11 | 20 | 36  | —  | — | — | — | — |
| 2005–06      | Університет Вісконсин    | НКАА         | 39  | 13 | 7  | 20 | 35  | —  | — | — | — | — |
| 2006–07      | Університет Вісконсин    | НКАА         | 26  | 8  | 10 | 18 | 12  | —  | — | — | — | — |
| 2006–07      | «Норфолк Едміралс»       | АХЛ          | 9   | 4  | 4  | 8  | 0   | 3  | 0 | 0 | 0 | 2 |
| 2007–08      | «Рокфорд АйсХогс»        | АХЛ          | 59  | 16 | 18 | 34 | 44  | 12 | 2 | 1 | 3 | 6 |
| 2007–08      | «Чикаго Блекгокс»        | НХЛ          | 16  | 3  | 2  | 5  | 0   | —  | — | — | — | — |
| 2008–09      | «Чикаго Блекгокс»        | НХЛ          | 8   | 1  | 0  | 1  | 5   | —  | — | — | — | — |
| 2008–09      | «Рокфорд АйсХогс»        | АХЛ          | 58  | 20 | 25 | 45 | 56  | —  | — | — | — | — |
| 2009–10      | «Чикаго Блекгокс»        | НХЛ          | 6   | 1  | 1  | 2  | 0   | —  | — | — | — | — |
| 2009–10      | «Рокфорд АйсХогс»        | АХЛ          | 63  | 23 | 26 | 49 | 50  | 4  | 0 | 0 | 0 | 0 |
| 2010–11      | «Чикаго Блекгокс»        | НХЛ          | 49  | 7  | 10 | 17 | 25  | —  | — | — | — | — |
| 2010–11      | «Флорида Пантерс»        | НХЛ          | 13  | 1  | 1  | 2  | 4   | —  | — | — | — | — |
| 2011–12      | «Флорида Пантерс»        | НХЛ          | 46  | 4  | 6  | 10 | 28  | —  | — | — | — | — |
| 2012–13      | «Русенборг»              | ГЕТ          | 9   | 6  | 6  | 12 | 20  | —  | — | — | — | — |
| 2012–13      | «Флорида Пантерс»        | НХЛ          | 40  | 3  | 9  | 12 | 11  | —  | — | — | — | — |
| 2013–14      | «Спрингфілд Фалконс»     | АХЛ          | 22  | 13 | 11 | 24 | 9   | —  | — | — | — | — |
| 2013–14      | «Колумбус Блю-Джекетс»   | НХЛ          | 16  | 4  | 0  | 4  | 6   | 6  | 0 | 1 | 1 | 0 |
| 2014–15      | «Колумбус Блю-Джекетс»   | НХЛ          | 45  | 6  | 2  | 8  | 16  | —  | — | — | — | — |
| 2015–16      | «Колорадо Аваланч»       | НХЛ          | 74  | 8  | 6  | 14 | 11  | —  | — | — | — | — |
| 2016–17      | «Ванкувер Канакс»        | НХЛ          | 55  | 5  | 4  | 9  | 12  | —  | — | — | — | — |
| 2017–18      | «Динамо» (Мінськ)        | КХЛ          | 41  | 11 | 14 | 25 | 18  | —  | — | — | — | — |
| 2018–19      | «Женева-Серветт»         | НЛ           | 23  | 5  | 5  | 10 | 16  | 2  | 0 | 0 | 0 | 0 |
| 2019–20      | «Томас Сабо Айс Тайгерс» | ДХЛ          | 16  | 7  | 3  | 10 | 6   | —  | — | — | — | — |
| 2020–21      | «Ред Булл» (Зальцбург)   | Австрія      | 25  | 10 | 10 | 20 | 0   | 11 | 1 | 1 | 2 | 2 |
| Усього в НХЛ | Усього в НХЛ             | Усього в НХЛ | 368 | 43 | 41 | 84 | 118 | 6  | 0 | 1 | 1 | 0 |

### Збірна
| Рік                | Команда            | Турнір             | Місце              | І  | Г | П | О  | ШХ |
| ------------------ | ------------------ | ------------------ | ------------------ | -- | - | - | -- | -- |
| 2004               | США                | U17                | 4-е                | 5  | 2 | 3 | 5  | 14 |
| 2004               | США                | ЮЧС18              | 2                  | 6  | 1 | 1 | 2  | 4  |
| 2005               | США                | ЮЧС18              | 1                  | 6  | 1 | 3 | 4  | 8  |
| 2006               | США                | МЧС                | 4-е                | 7  | 2 | 0 | 2  | 4  |
| 2007               | США                | МЧС                | 3                  | 7  | 1 | 5 | 6  | 14 |
| 2011               | США                | ЧС                 | 8-е                | 2  | 1 | 0 | 1  | 0  |
| Молодіжна збірна   | Молодіжна збірна   | Молодіжна збірна   | Молодіжна збірна   | 26 | 5 | 9 | 14 | 30 |
| Національна збірна | Національна збірна | Національна збірна | Національна збірна | 2  | 1 | 0 | 1  | 0  |